# Saint-Pierre-d'Amilly
Saint-Pierre-d'Amilly là một xã trong tỉnh Charente-Maritime trong vùng Nouvelle-Aquitaine, tây nam nước Pháp. Xã Saint-Pierre-d'Amilly nằm ở khu vực có độ cao trung bình 25 mét trên mực nước biển.